# Taikai Uemoto
Taikai Uemoto (上本 大海 Uemoto Taikai?, nacido el 1 de junio de 1982 en Kagoshima) es un futbolista japonés que se desempeña como defensa.

## Trayectoria

### Clubes
| Club                | País  | Año         |
| ------------------- | ----- | ----------- |
| Júbilo Iwata        | Japón | 2001 - 2004 |
| Oita Trinita        | Japón | 2005 - 2009 |
| Cerezo Osaka        | Japón | 2010 - 2011 |
| Vegalta Sendai      | Japón | 2012 - 2015 |
| V-Varen Nagasaki    | Japón | 2016        |
| Kagoshima United FC | Japón | 2017        |

## Estadística de carrera

### J. League
| Club                | Año   | J. League | J. League | Copa J. League | Copa J. League | Total | Total |
| Club                | Año   | Part.     | Goles     | Part.          | Goles          | Part. | Goles |
| ------------------- | ----- | --------- | --------- | -------------- | -------------- | ----- | ----- |
| Júbilo Iwata        | 2001  | 0         | 0         | 0              | 0              | 0     | 0     |
| Júbilo Iwata        | 2002  | 1         | 0         | 1              | 0              | 2     | 0     |
| Júbilo Iwata        | 2003  | 5         | 0         | 2              | 0              | 7     | 0     |
| Júbilo Iwata        | 2004  | 0         | 0         | 0              | 0              | 0     | 0     |
| Oita Trinita        | 2005  | 14        | 0         | 0              | 0              | 14    | 0     |
| Oita Trinita        | 2006  | 25        | 0         | 2              | 0              | 27    | 0     |
| Oita Trinita        | 2007  | 29        | 0         | 4              | 0              | 33    | 0     |
| Oita Trinita        | 2008  | 31        | 2         | 11             | 1              | 42    | 3     |
| Oita Trinita        | 2009  | 28        | 0         | 6              | 0              | 34    | 0     |
| Cerezo Osaka        | 2010  | 33        | 0         | 4              | 0              | 37    | 0     |
| Cerezo Osaka        | 2011  | 25        | 1         | 0              | 0              | 25    | 1     |
| Vegalta Sendai      | 2012  | 22        | 1         | 2              | 0              | 24    | 1     |
| Vegalta Sendai      | 2013  | 0         | 0         | 0              | 0              | 0     | 0     |
| Vegalta Sendai      | 2014  | 15        | 0         | 1              | 0              | 16    | 0     |
| Vegalta Sendai      | 2015  | 2         | 0         | 1              | 0              | 3     | 0     |
| V-Varen Nagasaki    | 2016  | 5         | 0         | -              | -              | 5     | 0     |
| Kagoshima United FC | 2017  | 22        | 1         | -              | -              | 22    | 1     |
| Total               | Total | 257       | 5         | 34             | 1              | 291   | 6     |